# 真木利一
真木(眞木) 利一（まき りいち、1927年（昭和2年）7月26日 - 2010年（平成22年）1月9日）は、大阪府出身のピアニスト。三男にテノール歌手の真木喜規がいる。彼にもピアノを習わせたものの、小学校の時にやめ声楽の道へと進んだ。
幼少時より金沢孝次郎、パウル・ショルツ、レオニード・クロイツァーなどの下で師事し、関西交響楽団（当時）現・大阪フィルハーモニー交響楽団の専属ピアニストとなった。主にモーツァルト、ショパン演奏家として知られた。ベルリン・フィルのコンサートマスターであったヘルムート・ヘラーやアーサー・フィードラーなど海外の著名な演奏家とも共演。後に眞木利一ピアノカルテットを主催し、ジャズやポピュラー音楽など幅広い分野においても活動した。また、伴奏の分野でも共演した演奏家は江藤俊哉、畑中良輔、五十嵐喜芳等、枚挙に暇が無い。
1951年から1959年まで大阪音楽大学で講師を務めた。当時中学生だったジャズシンガーの綾戸智恵にピアノを指導したことから綾戸は自ら真木を唯一の先生と呼んでいる。門下生に八木良平や岡林純香などがいる。2010年1月9日、肺炎により大阪府四條畷市の病院で亡くなった。82歳だった。